# لی فرکلینگتون
لی فرکلینگتون (انگلیسی: Lee Frecklington؛ زادهٔ ۸ سپتامبر ۱۹۸۵) بازیکن فوتبال اهل بریتانیا است.
از باشگاه‌هایی که در آن بازی کرده‌است می‌توان به باشگاه فوتبال پیتربورو یونایتد، باشگاه فوتبال روترهام یونایتد، باشگاه فوتبال لینکولن یونایتد، باشگاه فوتبال لینکولن سیتی، و باشگاه فوتبال استمفورد اشاره کرد.
وی همچنین در تیم ملی فوتبال Republic of Ireland B بازی کرده‌است.